# Томас Девенпорт
Томас Девенпорт (англ. Thomas Davenport; 9 липня 1802 — 6 липня 1851) — американський коваль, винахідник. У 1833 році сконструював перший роторний електродвигун постійного струму, створив  модель поїзда. У 1837 році отримав патент на електромагнітну машину.

## Біографія
Томас народився 9 липня 1802 року на фермі поблизу міста Уильямстаун в штаті Вермонт. У родині він був 8 дитиною з 12. У віці 14 років Томас був відданий на навчання до коваля, у якого пропрацював  7 років. У 1823 році Девенпорт переселяється в село біля міста Брандон, в 20 км від Ратленд, заводить власну майстерню. Одружився з дочкою місцевого торговця Емілі.
Єдиним засобом навчання Томаса була самоосвіта. Він купляє журнали і книги, щоб бути в курсі останніх досягнень інженерії. Навесні 1833 року увагу Девенпорта привернуло повідомлення про використання електромагнітів для поділу залізної руди, технології, розробленої Джозефом Генрі, одним з перших прикладів практичного використання електрики. Томас відправляється за 40 км у місто Кроу-Пойнт (Crown Point) щоб подивитися на дивовижні властивості магніту, а потім, за допомогою брата, купляє один із електромагнітів.
Дослідивши придбаний магніт, в чому йому допомагала дружина, Томас виготовляє кілька власних магнітів і проводить з ними експерименти, як джерело струму використовуючи гальванічну батарею Вольта. В ході одного з експериментів один магніт був закріплений на колесі, а інший на нерухомій рамі, при взаємодії магнітів колесо здійснювало половину обороту. Девенпорт вигадує механізм (аналог щіток і комутатора) перемикання полярності магніту, закріпленого на колесі, що дозволяє колесу обертатися без зупинки.
Створивши електромотор, Девенпорт будує модель електровоза, що рухається по круговій доріжці діаметром 1,2 м і живиться від стаціонарного гальванічного елемента. Натхненний успіхом, Томас відправляється в Вашингтон, щоб отримати патент, але в цьому йому відмовляють, практики реєстрації патентів на електричні машини ще не існувало. Девенпорт починає їздити по коледжам і демонструвати свій винахід професорам, збирати листи на свою підтримку. У нещодавно заснованої (в 1824 році) першої інженерної школи США, Ренселеровском політехнічному інституті навіть вирішують придбати модель Девенпорта. На виручені гроші Томас разом зі своїм помічником Орандж Смелли (Orange Smalley) створює другий електромотор, відправляється в Прінстон, щоб зустрітися з Джозефом Генрі і в Університет Пенсільванії, щоб зустрітися з Бенджаміном Франкліном Бэчи. Зібравши відгуки про свою конструкцію Девенпорт повертається в патентне бюро. І хоча підготовлену для демонстрації модель нищить пожежа, Девенпорт не зупиняється, будує нову робочу модель і 25 лютого 1837 року все-таки отримує патент.
Винахід Девенпорта отримує популярність, преса проголошує революцію в науці. Девенпорт відкриває на Уолл-стріт майстерню і шукає інвесторів, знайомиться з Самуїлом Морзе, засновує газету «The Electro-Magnet and Mechanics Intelligencer», для друку якій використовує друкарський верстат, що приводиться в рух електромотором. Однак підприємство Девенпорта терпить комерційну невдачу і Томас повертається в Вермонт, де сідає за написання книги, в 1851 році в місті Солсбері (Salisbury, штат Вермонт) Томас Девенпорт вмирає.
У 1929 році Волтер Райс Девенпорт (Walter Rice Davenport), племінник Томаса Девенпорта, видає книгу про свого дядька «The Brandon Blacksmith, Inventor of the Electric Motor», засновану багато в чому на автобіографії Томаса, написаної ним у 1849 році.